# فيرنون ماكلين
فيرنون ماكلين (بالإنجليزية: Vernon Macklin)‏ مواليد 25 سبتمبر 1986 في بورتسموث، هو لاعب كرة سلة أمريكي بدأ مسيرته الاحترافية في سنة 2011 حيث تم اختياره من قبل فريق ديترويت بيستونز خلال الدرافت يلعب في الدوري القطري لكرة السلة كلاعب وسط ويحمل الرقم 22. يبلغ طوله 6 قدم 10 بوصة (2.1 م).

## فرق لعب لها
- ديترويت بيستونز
- عنتاب لكرة السلة
- لياونينغ فلاينج ليباردز

## إحصائيات المسيرة

### الموسم الاعتيادي
| السنة   | الفريق          | لعب | بدأ | دقيقة | ميداني% | ثلاثية | حرة  | ارتداد | صنع | استلاب | تصدي | نقطة |
| ------- | --------------- | --- | --- | ----- | ------- | ------ | ---- | ------ | --- | ------ | ---- | ---- |
| 2011–12 | ديترويت بيستونز | 23  | 0   | 5.9   | .543    | .000   | .571 | 1.5    | .2  | .2     | .2   | 2.0  |
| المسيرة |                 | 23  | 0   | 5.9   | .543    | .000   | .571 | 1.5    | .2  | .2     | .2   | 2.0  |

## روابط خارجية
- فيرنون ماكلين على موقع إن بي أي (الإنجليزية)
- فيرنون ماكلين على موقع دوري كرة السلة الياباني للمحترفين (اليابانية)
- فيرنون ماكلين على موقع سبورتس رفرنس (الإنجليزية)
- فيرنون ماكلين على موقع كرة السلة الأوروبية.كوم (الإنجليزية)
- فيرنون ماكلين على موقع كلية كرة السلة في سبورتس رفرنس.كوم (الإنجليزية)
- فيرنون ماكلين على موقع ريلجم (الإنجليزية)
- فيرنون ماكلين على موقع بروبوليرز (الإنجليزية)
- فيرنون ماكلين على موقع سبورتس رفرنس (الإنجليزية)
- فيرنون ماكلين على موقع سبورتس رفرنس (الإنجليزية)